# 履正社中学校・高等学校
履正社中学校・高等学校（りせいしゃちゅうがっこう・こうとうがっこう、英: Riseisha Junior and Senior High School）は、大阪府豊中市長興寺南4丁目に所在する私立中学校・高等学校。
中学校においては、他の高校への進学を目指すコース（「3ヵ年独立コース」）と、中高一貫教育を提供するコース（「学藝コース」）を設置している。高等学校においては、高等学校から入学した生徒と中学校から入学した内部進学の生徒とは、3年間別クラスに編成される併設型中高一貫校（別クラス型）。学校法人履正社が運営している。

## 概要
現在の履正社学園の発祥は、1922年（大正11年）、大阪府福島区海老江上2丁目（現・北区上福島1丁目）に創立された大阪府福島商業学校であり、姉妹校として1940年（昭和15年）、 西淀川区加島町（現・淀川区加島）神崎川畔に設立された履正社中学校（旧制）が起源のひとつとなっている。
第二次世界大戦後の1946年（昭和21年）、学制改革により旧制中学校が廃止されて新制の履正社高等学校となり、1955年（昭和30年）、校名を大阪福島商業高校と改称する。
1972年（昭和47年）普通科を設置。1982年（昭和57年）商業科募集停止。1983年（昭和58年）、創立60周年を機に大阪福島商業高校を履正社高等学校と改称する。
1985年（昭和60年）、履正社学園豊中中学校を開校。
2000年（平成12年）、中学・高校ともに男女共学となる。高校に「国際特進コース」を設置し、中学に「6ヵ年特進コース」を新設、旧制履正社中学校以来の中高一貫教育が実現する。
2023年（令和5年）、履正社学園豊中中学校を履正社中学校と改称する。また、6ヵ年特進コースを学藝コースと改め、新たにカリキュラムを一新し、言語技術教育を西日本で初めて開始する。
創立以来、建学の精神を「履正不畏」「勤労愛好」「報本反始」としている。
高校では、「集約文理コース」（S類（超難関国立大学を目指す）、I類（難関国公立大学を目指す）、II類（難関私立大学を目指す））、「普通コース」（難関私立大学を目指す。強化クラブは本コースにある）が設置されている。I類では、2016年度より高校入試成績上位者約43名で編成される「スーパークラス」が編成されていた。

## 校訓
- 履正不畏…正を履んで畏れずとよむ。自ら由とするところを、自由・公正に勇気と責任を持って力強く履み行う、本校の基本的信条
- 勤労愛好…勤労愛好は、勤勉で学問を愛することが若人の生きるしるしであり、それを正であるとして国家・社会と人間に役立つ教育をするということ
- 報本反始…本に報い始めに返るとよむ。初心に返り、今日あらしめている本源、すなわち両親・先生などの先人の恩に報いるような教育をするということ

## 年表
- 1922年（大正11年） - 大阪府大阪市北区福島に履正社の設置する大阪府福島商業学校が仮校舎にて開校。
- 1940年（昭和15年） - 履正社中学校（旧制）創設。
- 1944年（昭和19年） - 大阪府福島商業学校が閉校。
- 1946年（昭和21年） - 学制改革により履正社中学校が履正社高等学校へ改組。
- 1955年（昭和30年）2月 - 履正社高等学校より大阪福島商業高等学校に改称。
- 1958年（昭和33年）4月 - 校外運動場を豊中市長興寺（現校舎所在地）に設置。
- 1963年（昭和38年） - 服部緑地前に2つの校舎完成。
- 1967年（昭和42年） - 十三校舎を廃止し、現地校（豊中市長興寺南）を本校として移転完了。
- 1972年（昭和47年） - 普通科設置。
- 1983年（昭和58年） - 大阪福島商業高等学校より履正社高等学校に改称。
- 1985年（昭和60年） - 履正社学園豊中中学校が開校（3ヵ年独立コース）。
- 1991年（平成03年）3月 - バレーボール部が春高バレーに全国大会初出場。
- 1997年（平成09年）
  - 3月 - バレーボール部が春高バレーに出場。
  - 8月 - 野球部が第79回全国高等学校野球選手権大会に大阪代表として出場[4]。夏の甲子園は初出場。初戦（2回戦）で敗退。
- 1998年（平成10年）3月 - バレーボール部が春高バレーに出場。
- 2000年（平成12年） - 履正社学園豊中中学校が6ヵ年特進コースを設置、高校に国際特進コースを設置、中学・高校が同時に男女共学化。
- 2001年（平成13年）
  - 9月 - 体育館を廃止して図書館・音楽ホールを作り、学校南に総合体育館を竣工。
  - 11月 - 履正社茨木グラウンド竣工。
- 2006年（平成18年）3月 - 野球部が第78回選抜高等学校野球大会に出場[5]。春の甲子園は初出場。初戦敗退。
- 2008年（平成20年）3月 - 野球部が第80回選抜高等学校野球大会に出場[5]。甲子園で初勝利を挙げるも、次3回戦で敗退。
- 2010年（平成22年）8月 - 野球部が第92回全国高等学校野球選手権大会に大阪代表として出場[6]。2回戦（対天理）で夏の甲子園初勝利、3回戦（対聖光学院）で敗退[7]。
- 2011年（平成23年）4月 - 野球部が第83回選抜高等学校野球大会に出場[8]。準決勝まで進出する。
- 2012年（平成24年）3月 - 野球部が第84回選抜高等学校野球大会に出場[8]。3回戦敗退。
- 2013年（平成25年）3月 - 野球部が第85回選抜高等学校野球大会に出場[8]。
- 2014年（平成26年）
  - 1月 - サッカー部が冬の大会に初出場。準々決勝まで進むも国立を目の前に敗退。
  - 4月 - 野球部が第86回選抜高等学校野球大会に出場。決勝に進出し龍谷大平安に敗れ、準優勝[9]。
- 2016年（平成28年）
  - 8月 - 野球部が第98回選手権大会に6年ぶり3回目の出場。3回戦敗退。
  - 10月 - 野球部が第71回国民体育大会高等学校野球競技に出場し、初優勝。
  - 11月 - 野球部が明治神宮野球大会に出場し、初優勝。
- 2017年（平成29年）
  - 3月 - 野球部が第89回選抜高等学校野球大会に出場し、決勝で大阪桐蔭との史上初の大阪勢同士の対決に敗れ、準優勝[8][10]。
  - 4月 - 新校舎完成[11]。
- 2019年（平成31年/令和元年）
  - 3月 - 野球部が第91回選抜高等学校野球大会に出場。初戦敗退。
  - 8月 - 野球部が第101回全国高等学校野球選手権大会に出場。決勝で星稜に5-3で勝利し、初優勝[12]。大阪勢としては前年の大阪桐蔭に続く夏2連覇となった[13]。
- 2023年（令和05年）
  - 4月 - 中学校名を履正社学園豊中中学校より履正社中学校に改称。同時に6ヵ年特進コースを学藝コースに改称。

## 教育課程の類型

### 履正社中学校
- 3ヵ年独立コース（難関高校受験対策）
- 学藝コース（中高一貫教育）

放課後には進学講座または部活動に出席することができる。

### 履正社高等学校
- 集約文理コース
  - S類
  - I類
  - II類
- 普通コース（III類）- 強化クラブ（硬式テニス部、硬式野球部、サッカー部、陸上競技部、剣道部、柔道部、バレーボール部、吹奏楽部）生のみで構成される。

## 設備
2017年4月に新校舎が完成した。

## 部活動
中学
- 軟式野球部
- 卓球部
- バスケットボール部
- 陸上部
- ゴルフ部
- 硬式テニス部
- バレーボール部
- 空手部
- 理科部
- 読書部
- 鉄道研究部
- カルタ部

高校
- バレーボール
- 卓球
- バスケットボール
- バドミントン
- フットサル
- テニス
- 水泳
- 弓道
- 陸上
- 将棋
- 音楽・コーラス同好会
- 軟式野球部(2023年創部)
- 硬式テニス部
- 硬式野球部
- サッカー部
- 陸上競技部
- 剣道部
- 柔道部
- バレーボール部
- 吹奏楽部

### 高等学校硬式野球部
- 選抜高等学校野球大会（「春の甲子園」）出場10回（2006年，2008年，2011年，2012年，2013年，2014年，2017年，2019年，2020年，2023年）、準優勝2回（2014年，2017年）、ベスト4：1回（2011年）
  - 第78回選抜大会（2006年）に初出場。1回戦敗戦。
  - 第80回選抜大会（2008年）出場。3回戦敗戦。
  - 第83回選抜大会（2011年）出場。準決勝大敗
  - 第84回選抜大会（2012年）2回戦敗戦。
  - 第85回選抜大会（2013年）1回戦敗退。
  - 第86回選抜大会（2014年）準優勝。
  - 第89回選抜大会（2017年）準優勝。
  - 第91回選抜大会（2019年）初戦敗退。
  - 第92回選抜大会（2020年）に2年連続9回目の出場を決めるが、新型コロナウイルス感染症の流行により直前に開催中止が決定（なお交流試合では星稜高校に勝利）。
  - 第95回選抜大会（2023年）2回戦（初戦）敗退。
- 全国高等学校野球選手権大会（「夏の甲子園」）出場5回（1997年，2010年，2016年，2019年、2023年）、優勝1回（2019年）
  - 第79回選手権大会（1997年）に初出場。初戦敗退。
  - 第92回選手権大会（2010年）3回戦敗退。
  - 第98回選手権大会（2016年）3回戦敗戦。
  - 第101回選手権大会（2019年）星稜高校に勝利し初優勝を果たした。
- 国民スポーツ大会高等学校野球競技 - 優勝1回（2016年）
- 明治神宮野球大会 - 優勝1回（2016年）

## 進学指導

### 大学合格実績水増し問題
進学実績が、1990年代後半より急激に数字の上では向上したが、学校が一部の優秀な生徒に、有名大学の入試を数多く受験させ、学校側が全額受験料を負担して合格実績を水増ししていたことが背景にある。このことについて学校側は、2007年（平成19年）7月23日付けの読売新聞上で、「経済的支援が必要な生徒への奨学金のようなもの。合格実績を上積みした認識はなく、今後も続ける」と説明。

## 交通アクセス
- 最寄駅は曽根駅または緑地公園駅から徒歩20分。
- 2021年4月1日から阪急バスが緑地公園駅 - 曽根駅 - イオンモール伊丹（伊丹駅）を結ぶ路線（豊中東西線95系統）を開設した際に、履正社高校の停留所が設置されたため、一般路線バスでの通学も可能となった[15]。
- 自転車通学は半径2km以上かつ1時間以内で可能。

## 歴代校長
- 初代：釜谷善蔵（1922年4月 - 1925年4月）
- 2代：西岡純平（1925年5月 - 1927年2月）
- 3代：釜谷善蔵（1927年3月 - 1940年4月）
- 4代：梅村武次郎（1941年4月 - 1949年3月）
- 5代：釜谷善蔵（1949年4月 - 1966年1月）
- 6代：釜谷行蔵（1966年2月 - 1973年3月）
- 7代：橘孝（1973年4月 - 1974年7月）
- 8代：江川登（1974年8月 - 1983年3月）
- 9代：井内嘉美（1983年4月 - 1993年8月）
- 10代：釜谷行蔵（1993年9月 - 1994年3月）
- 11代：岸仲徹（1994年4月 - 1997年3月）
- 12代：前田恭幸（1997年4月 - 2005年3月）
- 13代：村瀬典弘（2005年4月 - 2008年3月）
- 14代：小森重喜（2008年4月 - 2020年3月）[2]
- 15代：松本透（2020年4月 - 2025年3月）（高校）[16]
            森田靖志（2020年4月 - 2024年3月）（中学）[17]
- 16代：篠岡正和（2025年4月 - ）（高校）[18]
            江川昭夫（2024年4月 - ）（中学）[19]

## 歴史

### 鮮満旅行
昭和初期には大阪の学校では珍しく、修学旅行で満州国へ行っていた。ルートとしては大阪から下関まで急行で行き、そこから船で釜山へ渡り、そこから朝鮮にて朝鮮神宮・朝鮮総督府・南大門などの観光をして満州へ入り、同国の観光をするといった経路であった。これを当時は朝鮮・満州の名前から取って、鮮満旅行と呼んでいた。後に大東亜戦争（太平洋戦争）が進むにつれ、反日運動が激化したために打ち切られることになったが、1925年（大正14年）から1936年（昭和11年）まで11回実施され、771名の生徒が参加した。

### 戦時下での廃校
1944年（昭和19年）、戦時下の影響により大阪府福島商業学校は廃校することとなった。戦局が悪化に伴い当局では工業教育が重視され、商業学校は工業学校に転換せよと政府から命令があったにもかかわらず、創立者の釜谷理事長が強固に反対したためである。これは釜谷理事長は戦時下でも商業は必要であると考えていたからである。

### ブルートレインの車両
かつて、学校内で合宿を行うことがあり、その宿舎として、敷地内には国鉄20系客車のB寝台車が置かれていた。現在は解体されて無くなっている。
ブルトレの名前は「正夢号」で、1987年（昭和62年）、国鉄より、急行「ちくま」号の最後尾車両を学校が1600万円で購入したものであった。車掌室に畳を敷き、教師の宿泊室に、さらに冷暖房、水洗トイレ、外に3台シャワー室を取り付けて使用した。中は3段ベッドで定員は48人、ちょうど1クラス分であった。1987年に、NHKや全国版の新聞でこの合宿が報道されている。

## 著名な出身者

### 政治家
- 越田謙治郎

### 実業
- 久保昌三 - 上組社長・日本港運協会会長（前身の大阪福島商業高校）

### 野球
- 岸田護
- 寺島成輝
- 益山性旭（大阪福島商業高校出身）
- 鍋屋道夫（大阪福島商業高校出身）
- 田上奏大
- 内星龍
- 竹田祐
- 岩崎峻典
- 坂本誠志郎
- T-岡田
- 山田哲人[21]
- 土井健大
- 大原徹也（大阪福島商業高校出身）
- 安田尚憲
- 宮本丈
- 中山翔太
- 井上広大
- 小深田大地
- 福田幸之介
- 永谷暢章
- 山口裕次郎
- 多田晃 - 現野球部監督。
- 森淳奈
- 米田咲良

### サッカー
- 新村純平
- 奥井諒
- 町野修斗
- 大迫暁
- 牧野寛太
- 林大地
- 田中駿汰
- 平岡大陽
- 平尾駿輝
- 寺村浩平
- 名願斗哉
- 西坂斗和

### バレーボール
- 前田悟
- 岡本秀明

### その他のスポーツ
- 河口正史 - アメリカンフットボール（中学のみ）
- 岩本健一朗 - ラグビー
- 伊勢田愛 - セーリング
- 野田英樹 - 元レーシングドライバー

### 芸能
- 大木実 - 俳優（大阪福島商業学校）
- おぼん・こぼん - 漫才コンビ（大阪福島商業高校）
- 松島庄汰 - 俳優（中学校出身）
- 滝川英治 - 俳優
- 中村秀香 - アナウンサー
- アイナ・ジ・エンド - BiSH
- 愛空みなみ - 宝塚歌劇団（中学校出身）

## 系列校
- 履正社国際医療スポーツ専門学校
- 履正スイミングクラブ